# Dr. Sophie Redmondstraat
De Dr. Sophie Redmondstraat, tot 1956 de Steenbakkersgracht, is een straat in Paramaribo, Suriname.  De straat vertrekt bij de Centrale Markt (Saramaccastraat/Waterkant) en kent vrijwel direct een aftakking naar de Steenbakkerijstraat. Ze eindigt bij de rotonde met afritten naar de Hermand D. Benjaminstraat en de Flustraat. Halverwege bevindt zich in de middenberm het Pater Weidmannplein met enkele beelden van gedenkwaardige Surinamers.

## Naamgever
Een gedeelte van de straat heette aanvankelijk Steenbakkersgracht en werd in 1956 hernoemd naar Sophie Redmond die in deze straat haar laatste woonadres had. Zij was van Afro-Surinaamse afkomst en de eerste afgestudeerde vrouwelijke arts van Suriname. Daarnaast gaf ze medische voorlichting via de radio, trad ze in een klein orkest op als violiste, en was ze schrijfster van en actrice in toneelstukken.

## Bouwwerken
Een opmerkelijk bouwwerk aan de Dr. Sophie Redmondstraat is de Ston oso op de hoek van de Zwartenhovenbrugstraat. Dit is een ruïne van een monumentaal pand waarvan het dak begin 21e eeuw werd verwijderd vanwege instortingsgevaar. Het pand is sindsdien vol komen te liggen met petflessen en ander afval.
Verderop in de straat bevinden zich rechts het Frank Essed Gebouw (met daarin het Kabinet van de Vicepresident en enkele andere overheidsinstanties) en links de Indiase ambassade. Daar tegenover bevinden zich een crematorium en de begraafplaatsen Maria's Rust en Hodie Mihi Cras Tibi. Aan het eind bevindt zich bij de rotonde aan de Flustraat het Academisch Ziekenhuis Paramaribo.
Het gedeelte van de Waterkant tot de Zwartenhovenbrugstraat werd in 1933 door de Surinaamsche Waterleiding Maatschappij (SWM) aangesloten op het waterleidingnet.

### Monumenten
De twee volgende panden in de Dr. Sophie Redmondstraat staan op de monumentenlijst:
| Omschrijving                                       | Bouwjaar       | Adres                       | Coördinaten                  | Objectnummer? | Afbeelding                    |
| -------------------------------------------------- | -------------- | --------------------------- | ---------------------------- | ------------- | ----------------------------- |
| clubgebouw: Chinese vereniging Kong Ngie Tong Sang | 1885-1950-1998 | Dr. Sophie Redmondstraat 19 | 5° 49' 28" NB, 55° 9' 43" WL | BPO 090       | Meer afbeeldingen Upload foto |
| woonhuis                                           |                | Dr. Sophie Redmondstraat 22 | 5° 49' 30" NB, 55° 9' 44" WL | CPO 054       | Meer afbeeldingen Upload foto |

## Gedenktekens
Op de hoek van de Dr. Sophie Redmondstraat met de Zwartenhovenbrugstraat bevindt zich het Kwakoeplein met daarop het standbeeld van Kwakoe van Jozef Klas. Er direct achter bevindt zich het gedenkteken van Ronald Abaisa.
Hieronder volgt een overzicht van de gedenktekens in de straat:
| Onderwerp                                                                                          | Type        | Kunstenaar                                     | Onthulling       | Locatie                                             | Omschrijving                                                       |
| -------------------------------------------------------------------------------------------------- | ----------- | ---------------------------------------------- | ---------------- | --------------------------------------------------- | ------------------------------------------------------------------ |
| Kwakoe-standbeeld                                                                                  | standbeeld  | Jozef Klas                                     | 1963             | hoek Zwartenhovenbrugstraat                         | slavernijmonument voor Kwakoe                                      |
| Gedenkteken Ronald Abaisa                                                                          | gedenkteken | Jack Pinas                                     | 1974             | bij Kwakoe                                          | Ronald Abaisa, gedode vakbondsleider tijdens de protesten van 1973 |
| Borstbeeld van Sun Yat-sen                                                                         | borstbeeld  | onbekend                                       | 1966             | erf van Kong Ngie Tong Sang                         | Sun Yat-sen, Chinees leider                                        |
| Borstbeeld van Jnan Adhin                                                                          | borstbeeld  | Indiaas kunstenaar bijgewerkt door Iwan Verwey | 2023             | tegenover de A.T. Calorschool                       | Jnan Adhin, minister, taalkundige en rechtsgeleerde                |
| Monument ter nagedachtenis aan slachtoffers van schending van mensenrechten vanaf 25 februari 1980 | abstract    | William Lie A Njoek                            | 1993             | bij Kabinet van de Vicepresident                    | Mensenrechten, slachtoffers sinds 25 februari 1980                 |
| Gedenkzuil van Trefossa                                                                            | gedenkzuil  | Glenn Fung Loy                                 | 2005             | bij het crematorium                                 | Trefossa, grondlegger Surinaamse poëzie                            |
| Borstbeeld van Frank Essed                                                                         | borstbeeld  | Erwin de Vries                                 | 1995             | bij Kabinet van de Vicepresident                    | Frank Essed, bosbouwkundige en politicus                           |
| Standbeeld van Jozef Weidmann                                                                      | standbeeld  | Jozef Klas                                     | 1975             | Pater Weidmannplein                                 | Jozef Weidmann, voorvechter Kiesrecht in Suriname                  |
| Standbeeld van Fred Derby                                                                          | standbeeld  | Erwin de Vries                                 | 2012             | Pater Weidmannplein / kruising Frederik Derbystraat | Fred Derby, vakbondsleider en grondlegger SPA (1987)               |
| Borstbeeld van Hendrik Sylvester                                                                   | borstbeeld  | Jules Brand-Flu                                | 2014             | Pater Weidmannplein                                 | Hendrik Sylvester, vakbondsleider                                  |
| Standbeeld van Cyrill Daal                                                                         | standbeeld  | Erwin de Vries                                 | 1991, hier: 2022 | Pater Weidmannplein                                 | Cyrill Daal, vakbondsleider                                        |
| Borstbeeld van José de San Martín                                                                  | borstbeeld  | Miguel Ángel Villalba                          | 2017             | kruising Frederik Derbystraat                       | José de San Martín, stichter Argentinië                            |
| Monument Ter Nagedachtenis van Covidslachtoffers                                                   | standbeeld  | Rahied Abdoel                                  | 2024             | bij de rotonde met de Flustraat                     | Covidcrisis in Suriname                                            |

## Openbaar vervoer
In de middenberm van de straat bevindt zich een groot aantal haltes van lijnbussen van de Particuliere Lijnbushouders Organisatie (PLO) voor bestemmingen in de stad en enkele districten. De staatsbussen naar bestemmingen in de districten vertrekken vanaf de Heiligenweg/Knuffelsgracht (nabij de Waterkant).

## Galerij
| Afslag bij de Centrale Markt |  | Haltes voor stadsbussen |
| Afslag bij de Centrale Markt |  | Haltes voor stadsbussen |